# Institut Carlos III - Juan March
L'Institut Carlos III - Juan March (IC3JM) és un centre de recerca en ciències socials creat el desembre del 2013.
Es tracta d'un institut mixt finançat per la Fundación Juan March i la Universitat Carles III de Madrid, amb seu a Getafe. L'IC3JM va ser creat com a Institut mixt el 2013, incorporant el llegat acadèmic del Centre d'Estudis Avançats en Ciències Socials (CEACS). L'IC3JM absorbeix el personal acadèmic, les activitats, els programes i la biblioteca de l'antic Centre d'Estudis Avançats en Ciències Socials (CEACS) de l'Institut Juan March, fundat el 1987.